# Ewelina Nowak

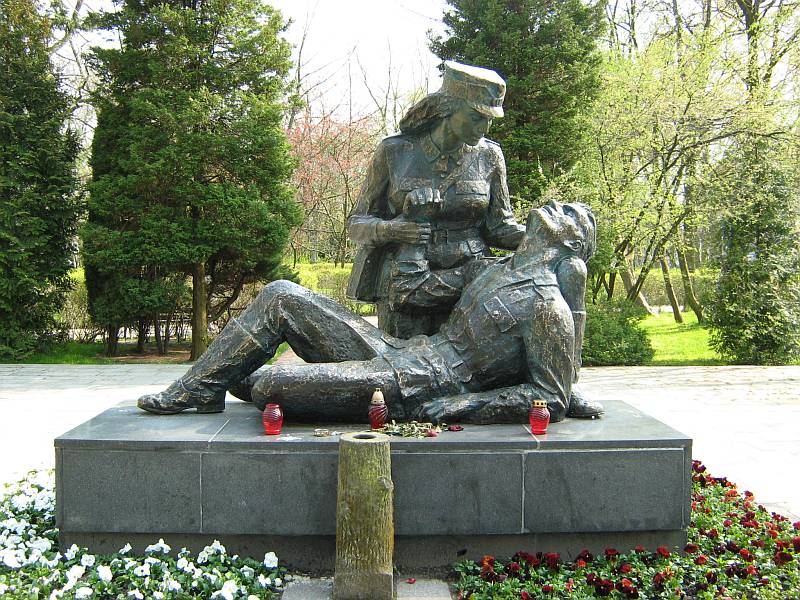
Pomnik Sanitariuszki w Kołobrzegu

Ewelina Nowak (ur. 30 lipca 1925 we wsi Mirosławka gmina Rożyszcze, powiat łucki, woj. wołyńskie, zm. 13 marca 1945 w Kołobrzegu) – kanonier ludowego Wojska Polskiego, sanitariuszka biorąca udział w walkach II wojny światowej.

## Życiorys
Urodziła się dnia 30 lipca 1925 roku na Wołyniu we wsi Mirosławka, powiat łucki. Jej ojciec, Wojciech, posiadał nieduże gospodarstwo rolne. W rodzinnej wsi w 1939 roku ukończyła szkołę powszechną. Okres Agresji ZSRR na Polskę i niemieckiej okupacji przeżyła w rodzinnej wsi, pracując w gospodarstwie rodziców.
Po kolejnym wkroczeniu Armii Czerwonej na Kresy Wschodnie II RP, latem 1944 roku została zmobilizowana i wcielona wraz z kuzynką do 1 Armii Wojska Polskiego, jak wiele innych dziewcząt z Wołynia i Podola. Wstępne przeszkolenie wojskowe odbyła na terenie dawnych Kresów Wschodnich, w kompanii łączności 14 pułku piechoty. Wyróżniała się wielką energią, zdyscyplinowaniem oraz chęcią dobrego opanowania sztuki wojskowej.
Po okresie rekruckim została skierowana na kurs sanitarny w 4 Dywizji Piechoty. Po ukończeniu kursu wróciła do macierzystego 14 pułku piechoty i razem z nim wyruszyła na front. Brała udział w ofensywie styczniowej 1945 roku, w walkach o Warszawę, następnie walczyła w rejonie dawnej granicy polsko-niemieckiej i przełamywaniu Wału Pomorskiego, walcząc między innymi pod Nadarzycami, Iłowcem i Wierzchowem. W czasie walk i niesienia pomocy rannym żołnierzom wyróżniała się wielkim spokojem, determinacją i odwagą. Podczas walk o Wał Pomorski została wyróżniona srebrnym medalem „Zasłużonym na Polu Chwały”. W pierwszych dniach marca 1945 roku z 14 pułkiem dotarła pod Kołobrzeg, gdzie 10 marca brała udział w ciężkich walkach o białe koszary. 13 marca działała w rejonie obecnej ulicy Trzebiatowskiej, niosąc pomoc rannym żołnierzom, których ściągała z pola walki i opatrywała. Gdy wyruszała po kolejnego rannego, jeden z żołnierzy ostrzegał ją o pogorszonych warunkach bojowych i zwiększonym ostrzale przedpola przez niemieckich snajperów. W dniu tym była niewyspana i bardzo zmęczona, jednak mimo tego udała się na pole walki. W czasie, kiedy czołgała się do kolejnego rannego żołnierza u zbiegu ulic Trzebiatowskiej i Artyleryjskiej, została śmiertelnie postrzelona przez niemieckiego strzelca wyborowego. Współtowarzysze walki usiłowali ściągnąć ją i rannego żołnierza, ale z uwagi na silny niemiecki ostrzał było to niemożliwe. Dopiero pod osłoną nocy ciało sanitariuszki przyniesiono na pałatce.
Żołnierze nie chcieli pochować lubianej i znanej sanitariuszki bez ceremoniału wojskowego. Jej uroczysty pogrzeb z honorami wojskowymi odbył się 15 marca. Pochowano ją niedaleko miejsca śmierci. Sekcja polityczna 14 pułku wydała z tej okazji okolicznościową ulotkę przypominającą ofiarność i męstwo Eweliny Nowak.
Po wojnie dokonano ekshumacji zwłok Eweliny Nowak i przeniesiono je na Cmentarz Wojenny w Kołobrzegu, na którym spoczywa wśród żołnierzy poległych w bitwie o Kołobrzeg.

## Awanse
- bombardier – pośmiertnie

## Odznaczenia
- Srebrny Medal „Zasłużonym na Polu Chwały” – luty 1945

## Upamiętnienie
Postać sanitariuszki na pomniku w Kołobrzegu, przedstawia sanitariuszkę kan. Ewelinę Nowak, której wizerunek na podstawie zdjęć odtworzył artysta plastyk Adolf Cogel z Wrocławia.